# Ionoscatter

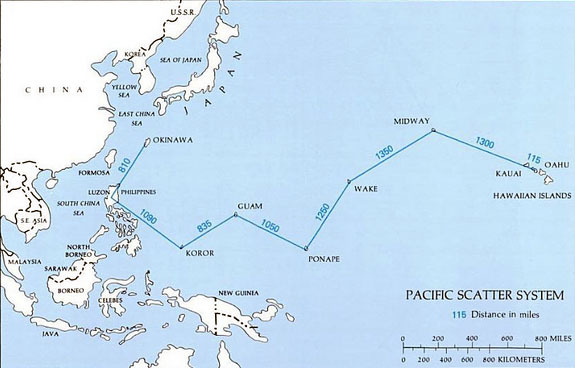
Militärisches Ionoscatter- und Troposcatter-Netz der USA im Pazifik (1960er Jahre)

Ionoscatter ist eine Ausbreitungsart für Funkverbindungen auf Ultrakurzwelle.
Dabei werden Funksignale an Turbulenzen in der D-Schicht der Ionosphäre gestreut. Aufgrund der Höhe der D-Schicht ergeben sich Verbindungen über Distanzen von 1000 bis 2000 Kilometer, was deutlich über der normalen Reichweite von UKW-Signalen liegt. Im Gegensatz zu Überreichweiten bei Sporadic-E- oder Meteorscatter-Verbindungen ist Ionoscatter jeden Tag möglich, am besten tagsüber auf dem 6-Meter-Band. Üblicherweise weisen die Signale ein rasches Fading auf.